# Tricolici, Căușeni
Tricolici este un sat din cadrul comunei Baccealia din raionul Căușeni, Republica Moldova.
Acest sat mic are foarte puțini locuitori, aproximativ 40 de oameni și vreo 20 de case. Majoritatea localnicilor sunt bătrâni.

## Istoria localității
Satul Tricolici a fost întemeiat în anul 1918.

## Geografie
Tricolici este un sat din cadrul comunei Baccealia, raionul Căușeni. Satul are o suprafață de circa 0,49 kilometri pătrați, cu un perimetru de 3,12 km. Localitatea se află la distanța de 14 km de orașul Căușeni și la 58 km de Chișinău.

## Demografie

### Structura etnică
Structura etnică a localității conform recensământului populației din 2004:
| Grup etnic                    | Populație | % Procentaj |
| ----------------------------- | --------- | ----------- |
| Ucraineni                     | 35        | 50,72%      |
| Băștinași declarați Moldoveni | 25        | 36,23%      |
| Ruși                          | 9         | 13,04%      |
| Total                         | 69        |             |